# Oil City (Louisiana)
Oil City város az Amerikai Egyesült Államok Louisiana államában, Caddo megyében. Lakosainak száma 901 fő (2020. április 1.).

## Népesség
A település népességének változása:
| Lakosok száma | 1008 | 970  | 901  |
|               | 2010 | 2019 | 2020 |